# Megan Carter Davies

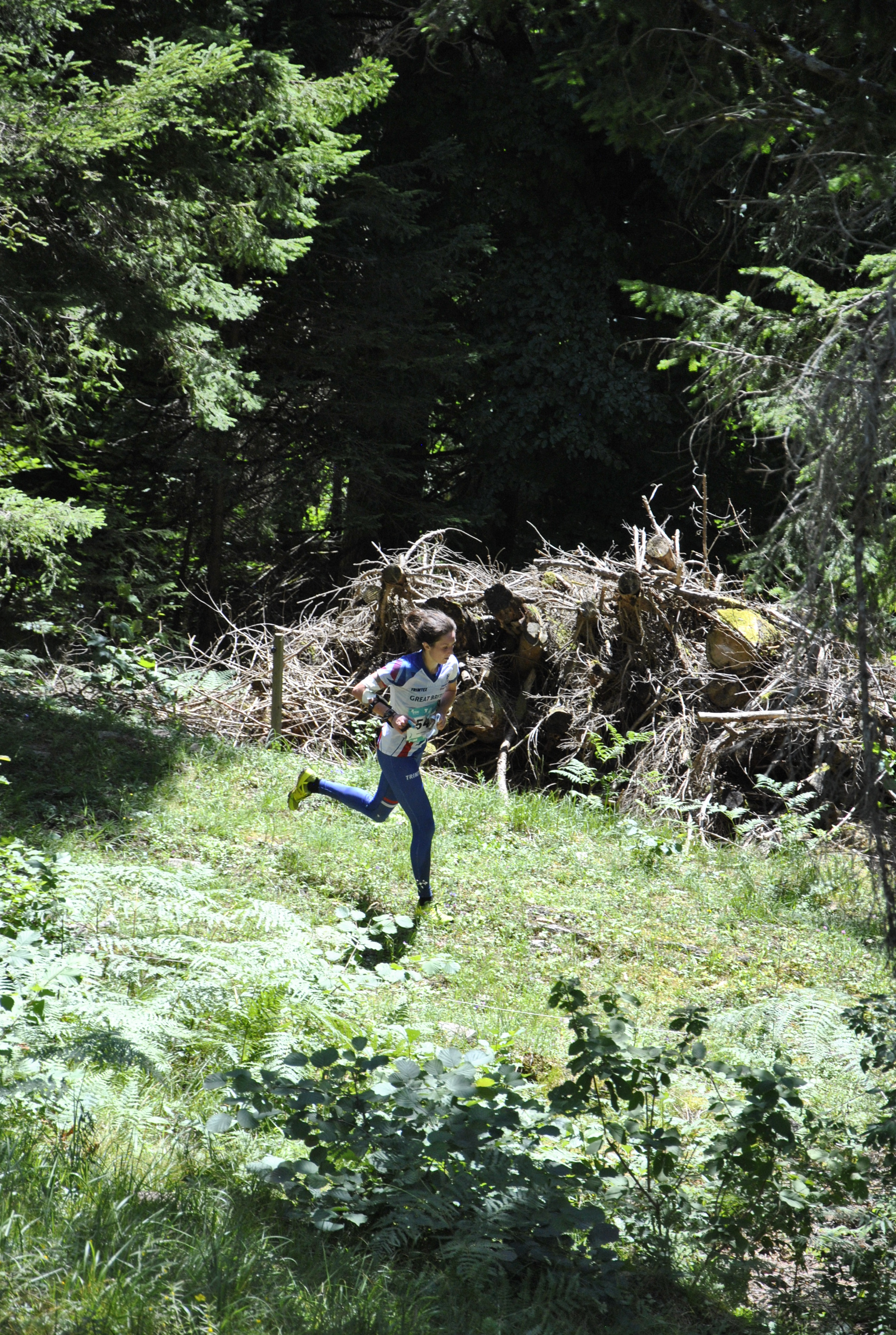
Megan Carter Davies en 2023.

Megan Carter-Davies (née le 10 mai 1996) est une Britannique qui pratique à haut niveau et en compétition la course d'orientation. 
En 2022, Megan Carter-Davies remporte la médaille d'or de l'épreuve de sprint lors des championnats du monde de course d'orientation qui se déroulent au Danemark. 
Elle devient la troisième athlète britannique à devenir championne du monde de course d'orientation à titre individuel, après Yvette Hague et Jamie Stevenson.

## Biographie
Megan Carter-Davies rejoint son tout premier club de course d'orientation, le Mid-Wales OC, situé au Pays de Galles, à l'âge de 8 ans. Quelques années plus tard, elle devient membre de l'équipe régionale de course d'orientation, la Welsh Junior Squad, et court ses premiers championnats inter-régionaux juniors et championnats inter-nationaux juniors (réunissant les orienteurs juniors des quatre nations du Royaume-Uni) à l'âge de 12 ans.
Megan Carter-Davies a étudié les mathématiques à l'Université de Bristol, dont elle sort diplômée à l'été 2018 et où elle fut la capitaine du club de course d'orientation
Elle court aujourd'hui pour le club britannique Swansea Bay OC et le club finlandais Rajämaen Rykmentti.

### 2022: Championne du monde de course d'orientation
En juin 2022, au Danemark, se tiennent les premiers championnats du monde de course d'orientation à n'inclure que des épreuves en milieu urbain : le relais mixte, le KO sprint et le sprint. 
Megan Carter-Davies commence la compétition en obtenant une première médaille d'argent à l'épreuve de relais mixte qu'elle court avec ses coéquipiers Charlotte Ward, Ralph Street et Kristian Jones. L'équipe britannique remporte alors sa première médaille sur une épreuve de relais mixte en championnats du monde. 
Megan Carter-Davies décroche ensuite une seconde médaille d'argent sur l'épreuve de KO sprint, en terminant quinze secondes derrière la n°1 mondiale Tove Alexandersson. 
La consécration arrive lors de la dernière épreuve des championnats du monde : le sprint. Profitant d'une série d'erreurs commises par la favorite Tove Alexandersson, et réalisant parallèlement la course parfaite, Megan Carter Davies remporte son premier titre mondial, brisant ainsi la séquence de 11 médailles d'or consécutives en championnats du monde de la Suédoise Tove Alexandersson. Cette victoire installe l'orienteuse britannique parmi les meilleures orienteuses du monde en milieu urbain.

## Résultats du championnat du monde
| Année           |                  |        |        |              |           |    |
| Longue distance | Moyenne distance | Sprint | Relais | Relais mixte | KO Sprint |    |
| 2017            | —                | —      | 28     | 7            | —         | NC |
| 2018            | —                | 20     | 28     | DSQ          | 7         | NC |
| 2019            | —                | 21     | NC     | 9            | NC        | NC |
| 2021            | 6                | 26     | —      | 7            | 6         | NC |
| 2022            | NC               | NC     | 1      | NC           | 2         | 2  |
| 2023            | 7                | 12     | NC     | 8            | NC        | NC |